# Bandido
Pour les articles homonymes, voir Bandido (homonymie).

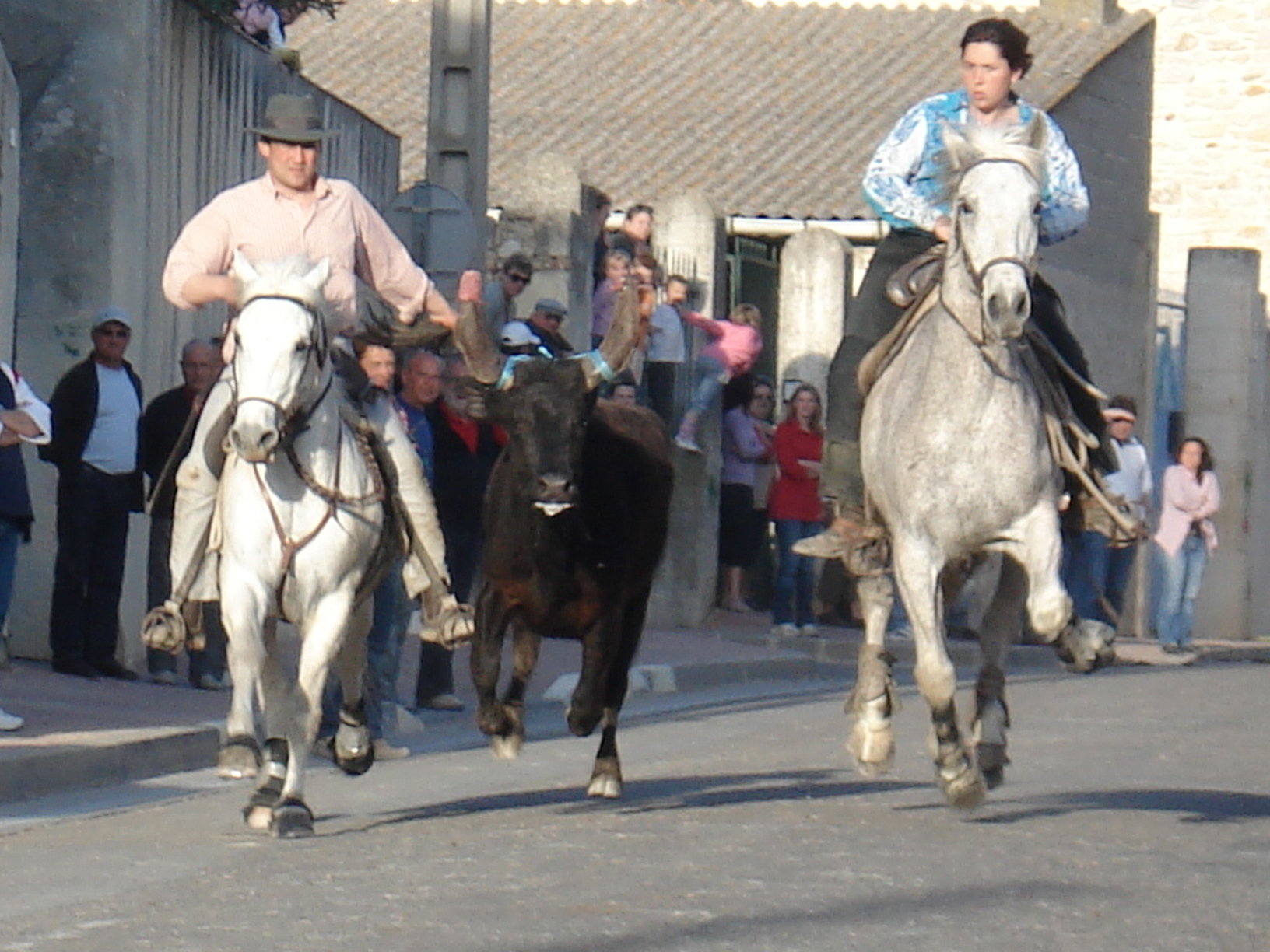
Bandido à Beauvoisin.

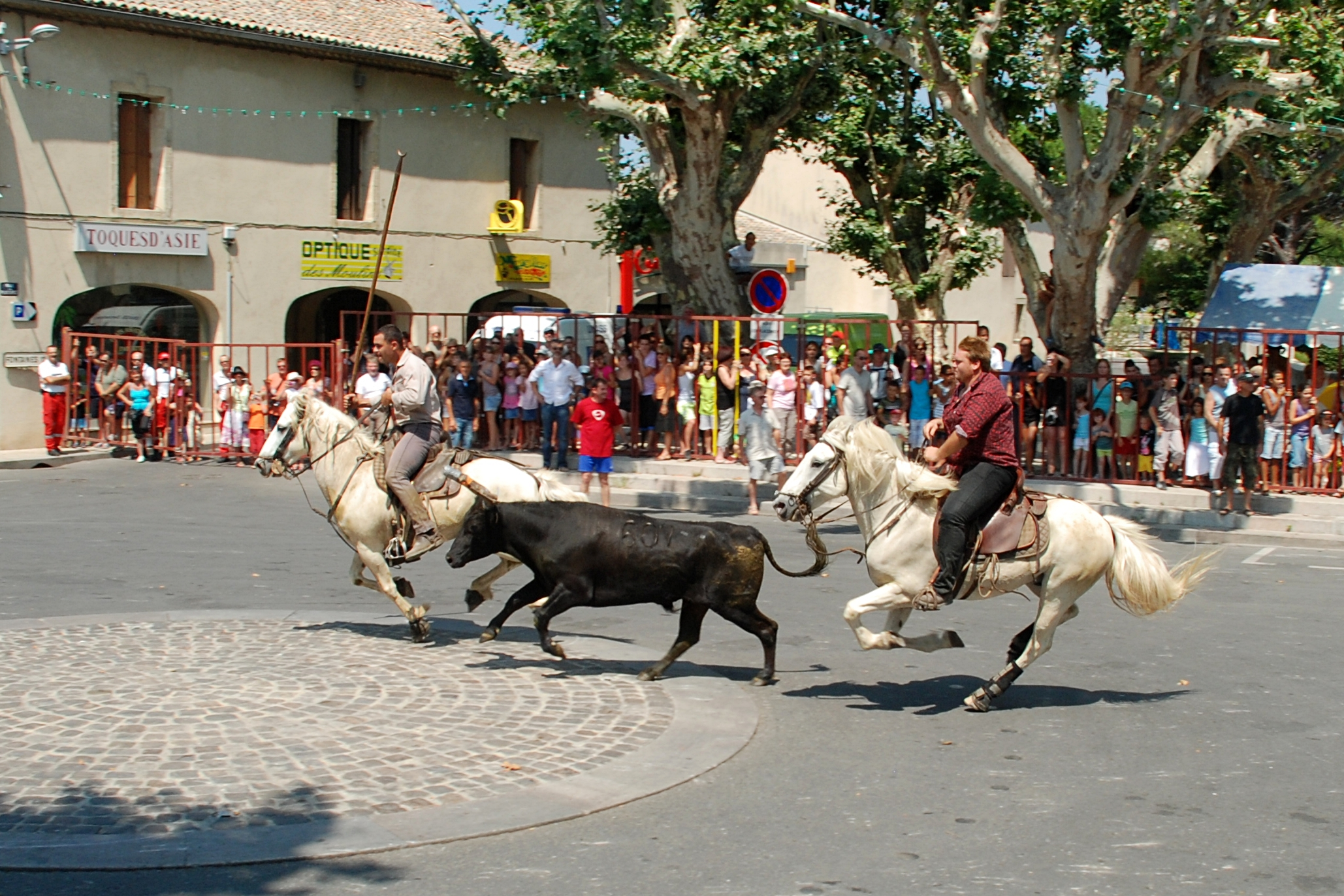
Abrivado-bandido à Calvisson.

La bandido est un mot provençal (du provençal bandir ou fòrabandir, « expulser » les taureaux) qui désignait initialement le retour des taureaux des arènes vers les pâturages (l'abrivado désignant le transfert des pâturages vers les arènes).
Depuis le XXe siècle, ce terme désigne une tradition taurine provençale et languedocienne consistant à simuler dans les rues fermées d’une ville ou d’un village le retour des taureaux des arènes au pré.

## Origines
La bandido était le contraire de l'abrivado: la course aux arènes une fois finie, les taureaux étaient ramenés par les gardians vers leurs pâturages en effectuant le chemin inverse, c'est-à-dire des arènes au pré. Comme dans le cas de l'abrivado, il arrivait que les jeunes villageois tentent de faire échapper les taureaux, afin de s’en amuser.

## De nos jours

### Bandido

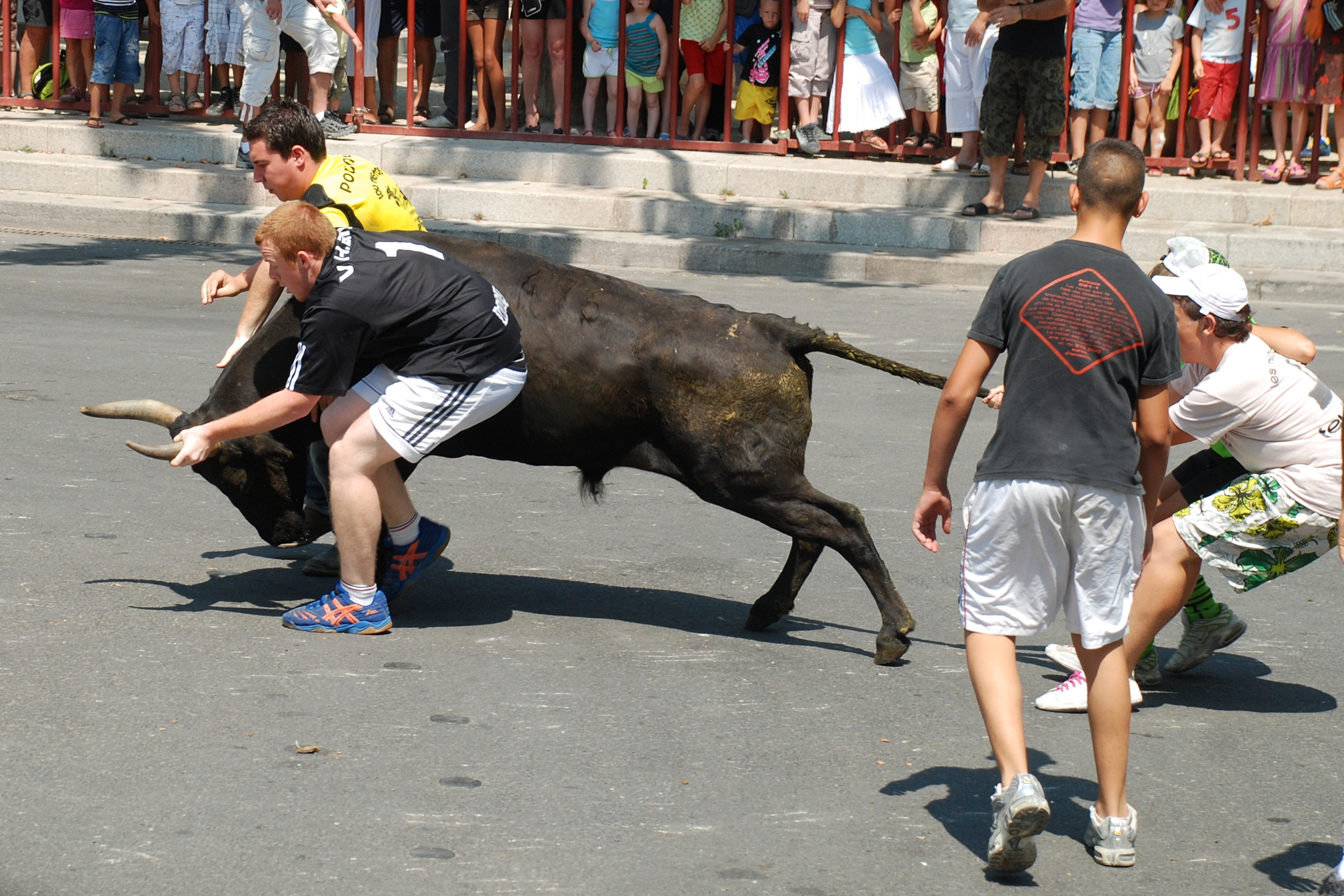
Attrapaïre en action lors de l'abrivado-bandido de Calvisson.

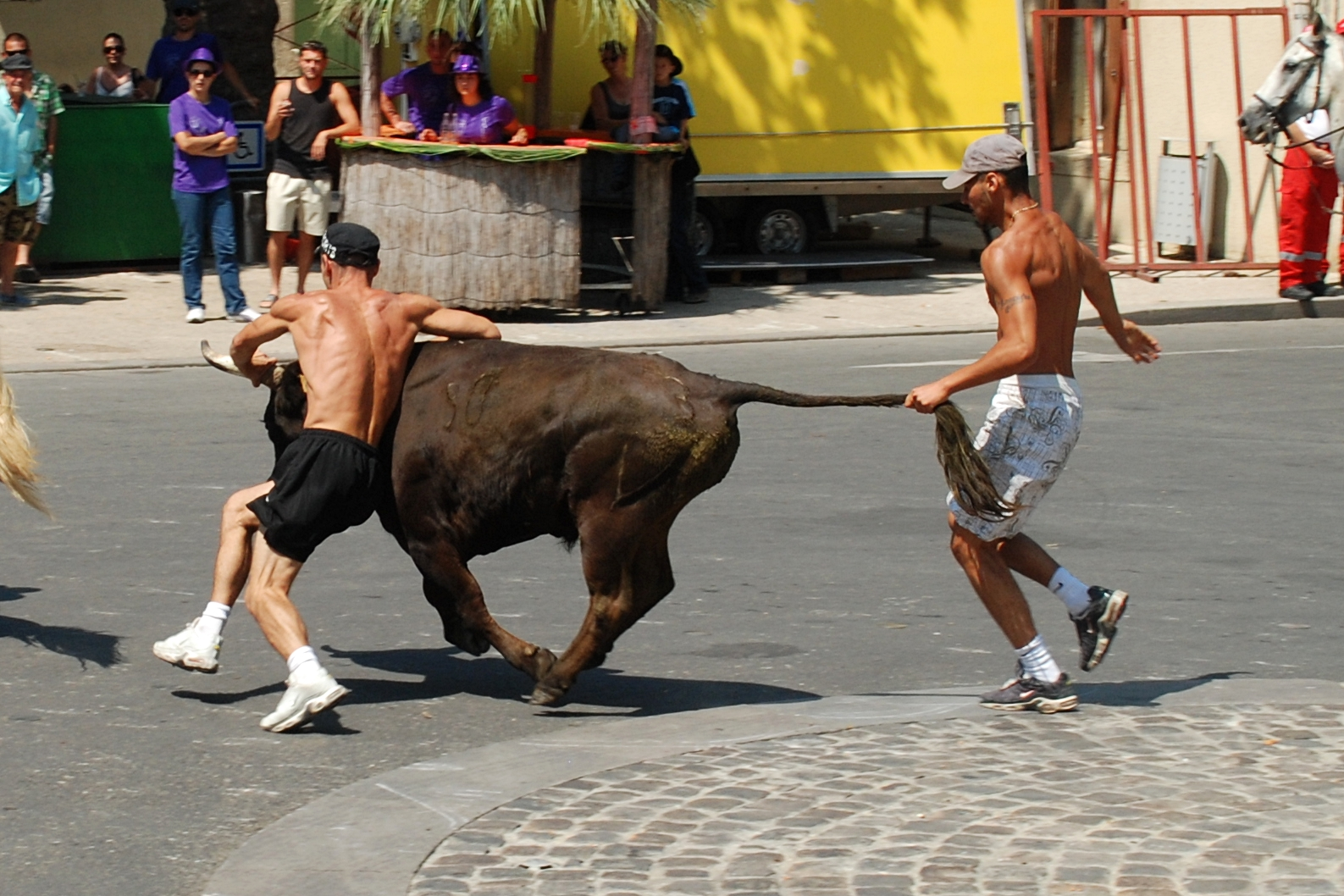
Attrapaïre en action lors de l'abrivado-bandido de Calvisson.

L'abrivado-bandido a remplacé le taureau à la corde, course chaotique ou bourgino, qui s'achevait par l'abattage de l'animal et qui est interdite dans le département du Gard. Dans les villages languedociens de Marsillargues et de Saint-Laurent-d'Aigouze, les encierros ont lieu le dimanche de  soir vers 18 heures dans des rues fermées par de hautes barrières et le parcours du bandido est plus petit que celui de l'abrivado.
En général on assiste à plusieurs passages. Les taureaux passent une fois chacun seuls, encadrés au galop par 2 ou 3 cavaliers. Ensuite ils passent le plus souvent 2 fois par 2 et encadrés par plus de cavaliers et une fois par 4. Parfois il arrive que la manade gratifie le public d'un passage « à l'ancienne » c’est-à-dire que tous les taureaux sont menés par un ou deux cavaliers au pas de course.
Les attrapaïres (« attrapeurs », figurant les jeunes villageois d'antan) tentent ici de capturer les taureaux par derrière en les saisissant par la queue et les cornes. Il existe des concours d'attrapaïres où un prix récompense celui qui attrape le plus de taureaux.

### Abrivado-bandido
La bandido a généralement lieu dans la soirée, contrairement à l'abrivado qui a lieu vers 11 h du matin.
Mais il arrive souvent que la bandido ait lieu non le soir mais en fin de matinée lors d'un spectacle combiné appelé abrivado-bandido : la bandido désigne alors le trajet retour à l'issue duquel les taureaux retournent dans le camion qui bouche le fond de la rue.

## Orthographe et prononciation
Bandido est un mot féminin et, comme tous les mots provençaux, invariable au pluriel. Comme dans la plupart des langues romanes, l'accent tonique doit être placé sur l'avant dernière syllabe (bandido) et non sur la dernière comme en français. De ce fait, la prononciation atone du o ou a final en provençal est pratiquement celle d'une voyelle muette.